# Moldvai lengyel–török háború (1593–95)
Moldvai lengyel-török háború, 1593-95: Lengyelország-Litvánia törökellenes hadjárata a Moldvai Fejedelemségben 1593-95 között.
1593-ban az Oszmán Birodalom a Habsburg Birodalom ellen ténylegesen is elkezdte az ún. Hosszú háborút (1591-1606). Ekkor a lengyelek hadjáratot indítottak Moldvába, ahol a zsarnok Petru Aron vajda uralkodott. Közben Havasalföldön Vitéz Mihály nyerte el a fejedelmi széket, aki törökellenes harc előkészületeit kezdte meg, s 1594-ben el is indította a háborút, jelentős sikereket érve el a törökkel szemben.
Májusban Báthory Zsigmond erdélyi, Petru Áron moldvai és Vitéz Mihály havasalföldi fejedelem szövetséget kötött. A szövetség feletti főséget ellenben II. Rudolf gyakorolta.
Azonban Jan Zamoyski litván hetman 1595 késő nyarán benyomult 7300 fős seregével Moldvába, elfoglalta Chocimot (ma Hotin, Ukrajna) augusztus 27-én és októberben győzedelmeskedett Cecoránál (ma Țuțora, Románia) a török-tatár sereg felett.
Aront letették a moldvai trónról és Zamoyski helyette Ieremia Movilăt tette fejedelemmé, melynek trónját a háborút lezáró cecorai békében a török is elismerte.
1600-ban Vitéz Mihály aki már Erdélyt is birtokolta, megtámadta Movilăt, de a lengyelek segítségével elhárította a támadást. Mihályt a miriszlói csatában kiszorították Erdélyből és a Teleajăn folyónál Jan Karol Chodkiewicz-csel szemben Havasalföldet is elvesztette.